# Osvaldo Padilla
Osvaldo Montecillo Padilla (ur. 5 sierpnia 1942 w Sogod na Filipinach) – duchowny katolicki, arcybiskup, nuncjusz apostolski.

## Życiorys
20 lutego 1966 otrzymał święcenia kapłańskie. W 1983 rozpoczął przygotowanie do służby dyplomatycznej na Papieskiej Akademii Kościelnej. 
17 grudnia 1990 został mianowany przez Jana Pawła II nuncjuszem apostolskim w Panamie oraz arcybiskupem tytularnym Pia. Sakry biskupiej 6 stycznia 1991 r. udzielił papież Jan Paweł II. 
Następnie reprezentował Stolicę Świętą w Sri Lance (1994-1998), Nigerii (1998-2003), Kostaryce (2003-2008).
W 2008 został przeniesiony do nuncjatury w Korei, będąc jednocześnie akredytowanym w Mongolii.
15 września 2017 przeszedł na emeryturę.